# Jan Tomšíček
Jan Tomšíček (* 29. listopadu 1951)  je český cestovatel a dobrodruh. Publikoval několik knih o svém cestování po Africe, Rusku a asi polovině Evropy.

## Životopis
Již v dětství bylo jeho touhou kolo i přes nelibost rodičů. Když dospěl, kolo mu pomohlo se zotavit z těžkého úrazu. Během několika dalších let procestoval státy v okolí Česka. Vyučil se zámečníkem. V tomto oboru také pracoval, například v ČKD.
Ve třetí třídě dostal od rodičů starší dámské kolo značky Eska tourist, bez přehazovačky. V šesté třídě na podzim s ním během jednoho odpoledne podnikl výlet do Hradce Králové a zpět - asi 80 km. V osmé třídě dostal od rodičů starší kolo Eska s tříkolečkem. Později cestoval na kole Favorit.
Jeho první velká cesta vedla do Bulharska. Na této cestě absolvoval dle svých slov 4.000 km téměř závodním tempem za 20 dní. Následně se pokusil se realizovat v závodní cyklistice, ale neuspěl a zůstal věrný cykloturistice. Podnikl cestu do Maďarska, Rumunska a Bulharska na skládacím kole Eska bez přehazovačky, během které za 64 dní urazil 6.840 km a bylo to dle jeho slov snad nejpříjemnější a nejpohodlnější cestování, které zažil.
V roce 1991 vycestoval s kamarády na plachetnici Polárka, s jízdním kolem v podpalubí. Pro něj tato cesta skončila v Jihoafrické republice, kde expedici opustil, pro názorové neshody s kapitánem Rudolfem Krautschneiderem (zdá se nicméně, že se rozešli v dobrém a Tomšíček mu později ve svých knihách za mnohé děkoval). V JAR žil asi 2 roky, během nichž tuto zem procestoval, navštívil i Botswanu, Namibii, Lesotho. Udělal si též výlet k Viktoriiným vodopádům. V roce 1993 se vydal na 16.700 kilometrů dlouhou pouť domů skrz celou Afriku na jízdním kole Favorit. Cesta z Kapského Města do Chocně mu zabrala 5 měsíců a 20 dní, během kterých na kole našlapal 13.600 km, 800 km jel „stopem“ v místech, kde to bylo pro kolo nesjízdné nebo kde bylo nebezpečno, 600 km jel vlakem přes Nubijskou poušť a 1700 km loděmi přes Asuánskou přehradu a Středozemní moře. Celkově za tuto půlroční cestu utratil přibližně 1450 USD. Na cestě se zastavil v rokycanském Favoritu, aby poděkoval zaměstnancům, že mu před 17 lety smontovali z ryze českých součástek tak spolehlivé kolo.
V roce 2006 se vydal na svou druhou velkou cestu, kdy se rozhodl dojet si pouze vlastní silou do Vladivostoku na zmrzlinu, což se mu po 126 dnech podařilo.
Roku 2011  oslavil dvacet let své cesty opět v JAR, když doprovázel na začátku cesty mladého cyklistu, jehož inspiroval.
Od roku 2008 žije v Jaroměřicích u Jevíčka.

## Dílo
- Afrikou domů na kole (1999, 2001, 2010)
- Do Vladivostoku na zmrzlinu na kole (2008)
- Na jachtě do světa (2009)
- V Jihoafrické republice na kole (2010)
- K Viktoriiným vodopádům na kole (2011)